# شبلي
شبلي هي قرية لبنانية من قرى قضاء كسروان في محافظة جبل لبنان.